# Jaszczurowa (Petite-Pologne)
Pour les articles homonymes, voir Jaszczurowa.
Jaszczurowa est une localité polonaise de la gmina de Mucharz, située dans le powiat de Wadowice en voïvodie de Petite-Pologne.